# Которини
Кото́рини — село в Україні, у Стрийському районі Львівської області. Населення становить 299 осіб. Орган місцевого самоврядування — Журавненська селищна рада. В селі є дерев'яна церква Воздвиження Чесного Хреста 1898.

## Історія
18 серпня 1764 р. було оформлено поділ спадку Станіслава Цьолека Понятовскі; його син Казімєж отримав у власність Которини зі скляною гутою (адміністративно село входило до складу Жидачівського повіту Львівської землі Руського воєводства).

## Політика

### Парламентські вибори, 2019
На позачергових парламентських виборах 2019 року у селі функціонувала окрема виборча дільниця № 460408, розташована у приміщенні школи.
Результати
- зареєстровано 166 виборців, явка 51,20%, найбільше голосів віддано за партію «Голос» — 22,35%, за «Слугу народу» — 21,18%, за «Європейську Солідарність» — 17,65%.[3] В одномандатному окрузі найбільше голосів отримав Андрій Гергерт (Всеукраїнське об'єднання «Свобода») — 30,59%, за Володимира Наконечного (Слуга народу) — 16,47%, за Андрія Кота (самовисування) — 15,29%[4].